# Karmsundbrua
Karmsundbrua ist eine Bogenbrücke in Norwegen, die die Insel Karmøy mit dem Festland in Haugesund (Rogaland) verbindet. Die Brücke spannt sich über den Karmsund und wurde am 22. Oktober 1955 vom damaligen Kronprinzen Olav eröffnet. Die Brücke ist bei einer maximalen Spannweite von 184 Meter insgesamt 691 Meter lang.
Anfangs war die Benutzung der Brücke mautpflichtig. Die Mautstation befand sich auf der Festlandseite. 
Die Brücke bedeutete das Ende der Fähre über den Karmsund («Salhusferga»), die lange Jahre „Stadt und Land“ verbunden hatte. Die Fähre war klein und bei geringer Motorkapazität hatte die Fähre aufgrund der starken Strömung im Karmsund oft Probleme, das Gegenufer zu erreichen.

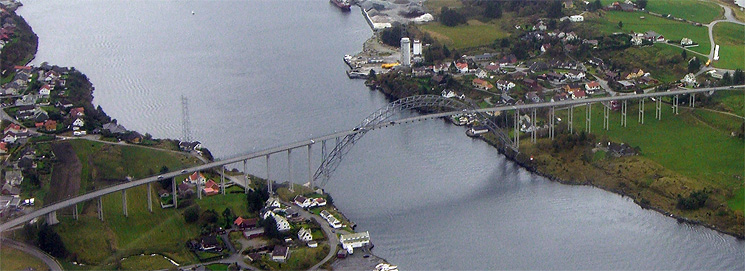
Luftbild der Brücke